# Haytarma, istoria unei națiuni
Haytarma, istoria unei națiuni (în tătară crimeeană Qaytarma - Întoarcere) este un film dramatic istoric ucrainean din 2013 regizat de Ahtem Seitablaiev. Acesta îl prezintă pe pilotul militar de origine tătar crimeean și de două ori Erou al Uniunii Sovietice, Amet-khan Sultan, pe fundalul deportării tătarilor din Crimeea în 1944. Titlul filmului înseamnă Întoarcere. Haytarma este, de asemenea, numele celui mai popular ansamblu național de dansuri populare tătare din Crimeea.

## Prezentare
Filmul povestește despre data tragică din istoria poporului tătar din Crimeea  - 18 mai 1944 - când a început operațiunea stalinistă de deportare a cca. 200.000 de tătari din Crimeea în Asia Centrală și Siberia, majoritatea femei, copii și bătrâni.
În centrul filmului filmului se află un pilot militar de luptă, maiorul Amet-Khan Sultan, de două ori Eroul Uniunii Sovietice.
Evenimentele din film încep la 9 mai 1944 pe aeroportul de la marginea orașului Sevastopol. Marele Război Patriotic este în plină desfășurare. Trupele sovietice au început misiunea de eliberare a Crimeei de trupele naziste. În timpul luptei aeriene pentru Sevastopol, un prieten și partener al lui Amet Khan, pilotul Andrei, moare.
La 16 mai 1944, după eliberarea Sevastopolului, Amet-Khan Sultan, alături de prietenii săi din prima linie a frontului, Vovka și Francois, a plecat într-o permisie de trei zile la Alupka, localitatea sa natală, unde s-a întâlnit cu numeroase rude ale sale. Însă la ora 4 dimineața, la 18 mai 1944, sub ochii săi, începe o operațiune de evacuare a locuitorilor tătari din Crimeea, inclusiv a tuturor rudelor sale...

## Producție și lansare
Producția filmului a început în octombrie 2012 în Crimeea. Bugetul inițial al filmului a fost de 2,5 milioane de dolari americani. Fondurile au fost acordate de Lenur İslâm, proprietarul postului de televiziune ucrainean ATR Channel. Multe cheltuieli au fost dedicate designului scenic și al costumelor. O previzualizare a filmului a fost lansată în martie 2013. Premiera a fost programată pentru 18 mai 2013, la cea de-a 69-a aniversare a deportărilor; Nepoata lui Amet-Khan, Veronika, pilot al Forțele Aeriene Sovietice și ambasadorii țărilor străine au fost invitați să participe la acest eveniment.

## Reacții
Kyiv Post a făcut o recenzie pozitivă, descriind Haytarma ca fiind „obligatoriu de văzut pentru toți pasionații de istorie”. În Simferopol, Cinematograful Kosmos estimează că șase mii de persoane au văzut filmul în prima săptămână, câte o mie pe zi până la 4 iunie; cinematograful a început cu doar două proiecții pe zi, dar a adăugat încă două proiecții, ca răspuns la popularitatea neașteptată a filmului. A fost proiectat și în cadrul Festivalului Internațional de Film Portocala Aurie din Antalya (Antalya Altın Portakal Film Festivali), în octombrie 2013. Acesta a fost unul din cele trei filme de pe lista scurtă de nominalizare la Premiile Oscar, listă a comisiei de selecție a Ucrainei la categoria cel mai bun film străin.
Consulul rus din Simferopol Vladimir Andreiev a provocat controverse publice pentru comentariile sale conform cărora filmul „denaturează adevărul” deoarece nu a menționat nimic despre presupusa colaborare cu germanii a tătarilor din Crimeea în timpul ocupației germane naziste a Ucrainei. Membrii ai publicului spectator au fost ofensați, iar la 23 mai 2013, aproximativ 300 de persoane au organizat un protest în fața consulatului, cerând ca Andreiev să fie declarat persona non grata, în timp ce Ministerul de Externe al Ucrainei a descris remarcile lui Andreiev drept „necorespunzătoare”. Andreiev a rămas ferm pe poziție inițial după declarațiile sale și a refuzat să le retragă, dar în ziua următoare, Ministerul de Externe al Rusiei a descris cuvintele lui Andreiev ca neadecvate și incorecte.

## Legături externe
- Haytarma, istoria unei națiuni la Internet Movie Database
- http://haytarma.ru/ Site-ul oficial al filmului
- 20 de lucruri despre filmul Haytarma pe care probabil că nu le cunoașteți Arhivat în 28 aprilie 2015, la Wayback Machine.. Ziarul Crimean Tatar Avdet (27 aprilie 2015).